# Sainte-Mondane
Sainte-Mondane är en kommun i departementet Dordogne i regionen Nouvelle-Aquitaine i sydvästra Frankrike. Kommunen ligger i kantonen Carlux som tillhör arrondissementet Sarlat-la-Canéda. År 2022 hade Sainte-Mondane 301 invånare.

## Befolkningsutveckling
Antalet invånare i kommunen Sainte-Mondane
Referens:INSEE